# Gwiazda szeryfa (serial telewizyjny)
Gwiazda szeryfa – kanadyjsko-brytyjski serial telewizyjny wyprodukowany przez Kudos Film and Television, którego twórcą jest Rowan Joffe. 
Pierwszy sezon został w całości udostępniony 7 września 2017 roku przez platformę Sky Atlantic.
Natomiast w Polsce serial był emitowany od 9 września do 18 listopada 2017 roku w HBO.

## Fabuła
Były londyński policjant Jim Worth przyjmuje pracę szefa policji (szeryfa) w małym kanadyjskim miasteczku. Przeprowadza się tam wraz z rodziną, uważa, że nowa praca pozwoli zapomnieć o przeszłości. Niedaleko miasteczka powstaje wielka rafineria ropy, która zaczyna przyciągać podejrzane osoby. Worth zadziera z gangiem, który wydaje na niego wyrok śmierci. Podczas próby jego zabójstwa zostaje zabity jego syn.

## Obsada
- Tim Roth jako Jim Worth
- Ryan Kennedy jako Nick McGillen
- Sarah Podemski jako  Denise Minahik
- Roark Critchlow jako Benoit Lehane
- Christina Hendricks jako Elizabeth Bradshaw
- Christopher Heyerdahl jako Louis Gagnon
- Oliver Coopersmith jako Simon/Whitey
- Ian Puleston-Davies jako Frank Keane
- Stephen Walters jako  Johnny
- Jack Veal jako młody Simon/Whitey
- Tobi Bamtefa jako Reginald Godswill
- Michelle Thrush jako Jaclyn Letendre
- Ray G Thunderchild jako Jacob Minahik
- Gerald Auger jako Timothy Whiteknife
- Joseph Whitebird jako  Ray Laskamin
- Owen Crowshoe jako Hal Laskamin
- Genevieve O’Reilly jako Angela Worth
- Abigail Lawrie jako Anna Worth
- Lynda Boyd jako Randy
- Rupert Turnbull jako  Peter Worth
- Nicholas Campbell jako Wallace Lyle
- Maxwell McCabe-Lokos jako  Daniel Lyle
- Rachael Crawford jako dr Susan Bouchard
- Kevin Hanchard jako ojciec Gregoire

## Odcinki
| Sezon | Odcinki | Oryginalna emisja w Sky Atlantic | Oryginalna emisja w HBO | Oryginalna emisja w HBO | Oryginalna emisja w HBO |
| Sezon | Odcinki | Premiera sezonu                  | Premiera sezonu         | Finał sezonu            |                         |
| ----- | ------- | -------------------------------- | ----------------------- | ----------------------- | ----------------------- |
| 1     | 10      | 7 września 2017                  | 9 września 2017         | 18 listopada 2017       |                         |
| 2     | 9       | 24 stycznia 2019                 | 15 marca 2019           | 10 maja 2019            |                         |
| 3     | 6       |                                  |                         |                         |                         |

### Sezon 1 (2017)
| Nr | #  | Tytuł                | Reżyseria       | Scenariusz                                  | Premiera w Sky Atlantic | Premiera w HBO       |
| -- | -- | -------------------- | --------------- | ------------------------------------------- | ----------------------- | -------------------- |
| 1  | 1  | Fun and (S)Laughter  | Rowan Joffe     | Rowan Joffe                                 | 7 września 2017         | 9 września 2017      |
| 2  | 2  | The Kid              | Marc Jobst      | Rowan Joffe                                 | 7 września 2017         | 16 września 2017     |
| 3  | 3  | Comfort of Strangers | Alice Troughton | Rowan Joffe                                 | 7 września 2017         | 23 września 2017     |
| 4  | 4  | Jack                 | Marc Jobst      | Rowan Joffe                                 | 7 września 2017         | 30 września 2017     |
| 5  | 5  | Bait                 | Alice Troughton | Rowan Joffe                                 | 7 września 2017         | 7 października 2017  |
| 6  | 6  | Cuckoo               | Grant Harvey    | Rowan Joffe                                 | 7 września 2017         | 21 października 2017 |
| 7  | 7  | Exposure             | Gilles Bannier  | Rowan Joffe                                 | 7 września 2017         | 28 października 2017 |
| 8  | 8  | This Be the Verse    | Grant Harvey    | Tom Butterworth, Chris Hurford, Rowan Joffe | 7 września 2017         | 4 listopada 2017     |
| 9  | 9  | Fortunate Boy        | Craig Viveiros  | Rowan Joffe                                 | 7 września 2017         | 11 listopada 2017    |
| 10 | 10 | My Love Is Vengeance | Gilles Bannier  | Rowan Joffe                                 | 7 września 2017         | 18 listopada 2017    |

### Sezon 2 (2019)
| Nr | # | Tytuł                                         | Reżyseria       | Scenariusz                    | Premiera w Sky Atlantic | Premiera w HBO   |
| -- | - | --------------------------------------------- | --------------- | ----------------------------- | ----------------------- | ---------------- |
| 11 | 1 | Prairie Gothic                                | Gilles Bannier  | Rowan Joffe                   | 24 stycznia 2019        | 15 marca 2019    |
| 12 | 2 | Resist Not Evil (Elizabeth and Johan's Story) | Chris Baugh     | Rowan Joffe                   | 24 stycznia 2019        | 22 marca 2019    |
| 13 | 3 | Consequences                                  | Jim Loach       | Rowan Joffe                   | 24 stycznia 2019        | 29 marca 2019    |
| 14 | 4 | Jack and Coke (Jack and Angela's Story)       | Jim Loach       | Thomas Martin                 | 24 stycznia 2019        | 5 kwietnia 2019  |
| 15 | 5 | The Bagman Cometh                             | Chris Baugh     | Rowan Joffe                   | 24 stycznia 2019        | 12 kwietnia 2019 |
| 16 | 6 | Age Of Anxiety                                | Sue Tully       | Rowan Joffe                   | 24 stycznia 2019        | 19 kwietnia 2019 |
| 17 | 7 | Subterranean Fire                             | Sue Tully       | Rowan Joffe                   | 24 stycznia 2019        | 26 kwietnia 2019 |
| 18 | 8 | Wild Flower                                   | Justin Chadwick | Nathaniel Price               | 24 stycznia 2019        | 3 maja 2019      |
| 19 | 9 | The Unseen                                    | Justin Chadwick | Rowan Joffe & Nathaniel Price | 24 stycznia 2019        | 10 maja 2019     |

## Produkcja
21 kwietnia 2016 roku, platforma Sky Atlantic  zamówiła pierwszy sezon dramatu.
10 września 2017 roku, platforma Sky Atlantic przedłużyła serial o drugi sezon